# Paul Henry (football)
Pour les articles homonymes, voir Paul Henry (homonymie).
Paul Henry  est un footballeur belge, né le 6 septembre 1912 à Namur (Belgique) et mort le 6 octobre 1989.
Formé au club de sa ville natale, le Namur Sports, il a évolué ensuite comme milieu de terrain au Daring Club de Bruxelles et en équipe de Belgique.

## Palmarès
- International de 1936 à 1940 (9 sélections)
- Présélectionné à la Coupe du monde 1938 (mais il n'a pas joué)
- Champion de Belgique en 1936 et 1937 avec le DC Bruxelles